# Chavagnac (Cantal)
Chavagnac é uma ex-comuna francesa na região administrativa de Auvérnia-Ródano-Alpes, no departamento de Cantal. Estendeu-se por uma área de 16,13 km². Em 2010 a comuna tinha 104 habitantes (densidade: 6,4 hab./km²).
Em 1 de dezembro de 2016 foi fundida com as comunas de Celles, Chalinargues, Neussargues-Moissac e Sainte-Anastasie para a criação da nova comuna de Neussargues en Pinatelle.